# Ahhotep II.
Ahhotep II. je bila egipčanska kraljica in verjetno velika kraljeva žena faraona Kamoza.

## Kraljice Ahhotep
Imenovanje in številčenje kraljic Ahhotep se je z leti večkrat spremenilo.
V poznem 19. stoletju so egiptologi mislili, da je bila Ahhotep I. žena Sekenenre Taa (Tao II.). Nekateri strokovnjaki so menili, da sta krsti iz Deir el-Baharija in Dra Abu el-Nage njeni. Prav tako je veljalo, da je bila Ahhotep II. žena Amenhotepa I., saj je veljalo, da je krsta iz zaklada v Deir el-Bahariju pripadala kraljici po imenu Ahhotep II.
V 70.  letih dvajsetega stoletja je bilo ugotovljeno, da je na krsti iz Deir el-Baharija naslov "kraljeva mati", Amenhotep I. pa ni imel sina. Naslov se je moral zato  nanašati na mater Ahmoza I. Leta 1982 je Robins predlagal, da je bila lastnica pozlačene krste iz Dra Abu el-Nage Ahhotep I. Na krsti iz Deir el-Baharija je bila omenjena Ahhotep II., na kipu princa Ahmoza pa Ahhotep III.
Od leta 2004 se šteje, da je bila Ahhotep I. žena Sekenenre Taa in mati Ahmoza I. Ahhoptep II. se šteje za kraljico, imenovano na pozlačeni krsti iz Dra Abu el-Nage, in zato morda ženo faraona Kamoza. Kraljica Ahhotep III. se več ne omenja.

## Družina
Domneva se, da je bila Ahhotep II. žena faraona Kamoza in verjetno mati kraljice Ahmoz-Sitkamoz. Ahhotep II. je morda identična kraljici Ahhotep I. Če je to res, je bila poročena s Sekenenre Taom. Nalov "kraljeva mati" je bil najden edino na krsti iz Deir el Baharija, ne pa tudi na pogrebni opremi iz Dra Abu el-Nage, zato bi se lahko reklo, da je bila Ahhotep II. kraljeva žena, a nikoli mati faraona, torej ni bila istovetna z Ahhotep I.

## Pokop
Ahhotep II. je bila pokopana v Dra  Abu el-Nagi. Njeno grobnico je leta 1858 odkril delavec  Augusta Marietta. V grobnici je bila mumija, uničena leta 1859, in zlat in srebrn nakit. Na rezilu ceremonialne sekire, izdelane iz bakra, zlata in elektruma, so napisi in okrasje s krilatim levom v minojskem slogu. V zakladu so tri zlate muhe, s katerimi so se običajno nagrajevale osebe, ki so služile in se izkazale v vojski. Na nekaj predmetih je ime faraona Kamoza, na večini pa ime faraona Ahmoza I.
Na krsti iz  Dra Abu el-Nage in predmetih, povezani z njo, so napise z zgodnjo obliko glifa Iah, ki se je med 18. in 22. letom vladanja Ahmoza I. spremenila. Raba zgodnje oblike glifa kaže, da je kraljica Ahhotep II. umrla nekje pred 20. letom vladanja Ahmoza I. To hkrati kaže, da ni bila Ahmozova mati Ahhotep. Slednja se omenja na steli Amenhotepa I. in je verjetno živela v času Tutmoza I.

## Alternativna teorija
Alternativno razlago je razvila Ann Macy Roth. V tej razlagi je imel faraon Sekenenre Tao tri kraljice:
- Ahhotep I., mater princa Ahmoza, ki ni bil kasnejši faraon, in več princes z imenom Ahmez,
- Sidjehuti, mater princese Amez,
- Tetišeri, mater Kamoza, Ahotep II. in Ahmoz-Henuttamehu.

Kamoz se je poročil s svojo sestro Ahhotep II., s katero je imel Ahmoza I., Ahmoz-Nefertari in Ahmoz-Sitkamoz.